# Gebogen schildmos
Gebogen schildmos (Hypotrachyna revoluta) is een korstmossoort uit de familie Parmeliaceae. De fotobiont is de eencellige groene alg Trebouxia crenulata.

## Determinatie
Gebogen schildmos is een bladvormig korstmos met grote, grijze lobben die in het midden opstijgen en daar vaak soredieus zijn. De sorediën zijn fijnkorrelig en zitten op het midden van de lobben. Het thallus heldergrijs tot grijsgroen thallus dat wel 10 cm groot kan worden. Meestal ontbreken de apotheciën. Indien aanwezig zijn deze bruin en hebben deze een diameter van 2–6 mm. De onderkant van het thallus is zwart met bruine randen en heeft bijna geen rhizinen (bundels van hyfen aan de onderkant van het thallus).
De ascus bestaat uit acht ascosporen. De sporen zijn ellipsoïde tot breed ellipsoïde en met de afmeting 10–12 × 6–8 µm.
De soort heeft de volgende kleurreacties: 
- cortex (schorslaag): K+ (geel), C−, KC−, P+ (geel)
- medulla (merglaag): K−, C+ (rood), KC+ (rood), P−

De soort lijkt op:
- grofgebogen schildmos (Hypotrachyna afrorevoluta), maar deze heeft grove sorediën
- groot schildmos (Parmotrema perlatum), maar deze heeft zwarte randstandige rhizinen (ciliën) en randstandige soralen

## Ecologie
Gebogen schildmos leeft vooral epifytisch op bomen en struiken langs wegen, zoals laanbomen, maar kan ook talrijk zijn zure schors in bossen met eik of els. Daarnaast wordt de soort ook wel eens op dood hout aangetroffen en heel zelden ook op steen. De soort is gevoelig voor uitdroging en een zeer hoge stikstofdepositie.

## Verspreiding
Gebogen schildmos kent een kosmopolitische verspreiding. In Nederland is de soort vrij algemeen, is niet bedreigd en staat niet op de Nederlandse Rode Lijst.

## Naam
De soortaanduiding revoluta betekent "teruggebogen" of "omgekruld". Hypotrachyna bestaat uit twee Griekse woorden. Hypo betekent onder en trachyna betekent ruw. In totaal betekent de soortnaam dus "omgekruld korstmos met een ruwe onderkant".